# 正電子
正电子（又称陽電子、反電子、正子）是電子的反粒子，即電子的對應反物質。它带有+1单位电荷，+1.6×10-19C，自旋为1/2，质量与电子相同，皆为9.10×10-31kg。
正电子与电子碰撞时会产生湮灭现象，这一过程遵守电荷守恒、能量守恒、动量守恒和角动量守恒。在高能情况下，湮灭会生成其他基本粒子。在低能情况下，正负电子湮灭主要生成两个或三个光子（有时也会生成更多光子）。另外，电子和正电子在湮灭之前有时会形成亚稳定的束缚态，即电子偶素。根据电子和正电子的不同自旋状态，电子偶素分为单态（1S0，总自旋为0）和三重态（3S1，总自旋为1）。在真空中，单态电子偶素的半衰期为125ps。三重态电子偶素的半衰期为142ns。
当能量超过1.02百万电子伏特的光子经过原子核附近时（成對產生），或者在放射性元素的正β衰变中（通過弱相互作用），都有可能产生正电子。
1930年英国物理学家保罗·狄拉克从理论上预言了正电子的存在，1932年美国物理学家卡尔·戴维·安德森在宇宙射线中发现了正电子。

## 歷史

### 理論
保羅·狄拉克於1928年發表了一份論文，當中提出電子能夠擁有正電荷及負電荷。在這份論文中，狄拉克首次引進了狄拉克方程，這條方程統一了量子力學、狹義相對論及電子自旋，而自旋當時還是一個很新的概念，用於解釋塞曼效應。論文中狄拉克並沒有明確地預測新粒子的存在，但他允許電子可以用正能量或負能量作解。正能量解成功解釋了實驗結果，但負能量解卻令狄拉克相當困惑，因為在他的數學模型中負能量解跟正能量解一樣有效。在量子力學中是不能夠無視負能量解的，這點就跟經典力學很不一樣；雙重解意味着電子有可能會在正負能量態間自發跳躍。然而，實驗並沒有觀測到這樣的躍遷。狄拉克把這個理論與觀測間的衝突稱為“未解決的難題”。
狄拉克於1929年十二月撰寫了一份後續論文，嘗試解釋相對論性電子那無可避免的負能量解。他的論點是“……具有负能量的电子在外加（电磁）场中移动就像它携带了正电荷”。他繼續論述說所有空間都可被視為充滿負能量態的“海”，因此這樣就阻止了電子在正能量態（負電荷）與負能量態（正電荷）間的躍遷。論文同時探討了質子是這種海中的島的可能性，及這種島其實是負電荷電子的可能性。狄拉克承認，質子與電子的巨大質量差是一個難題，但同時表示將來的理論“有希望”解決這個問題。
對於狄拉克使用質子作為電子的負能量解，羅伯特·奧本海默表示強烈反對。他斷言如果這是真的，那麼氫原子就會瞬間自爆。狄拉克被奧本海默的論點說服，於是在1931年發表的一篇論文中預測存在一種未被發現的粒子“反電子”，其質量與電子一樣，並且與電子接觸時會互相湮滅。
理查德·費曼及在他之前的厄恩斯特·斯蒂克爾堡，提出了一種對狄拉克方程負能量解的詮釋，就是正電子是逆時間而行的電子。逆時間而行的電子，其電荷為正電荷。約翰·惠勒援引這個概念，來解釋所有電子都共有的性質，同時指出在有自相互作用的複世界線上，“它們都是一樣的電子”。後來，南部陽一郎將這樣的一套理論，應用於所有物質－反物質對的創生與湮滅，還說明了“平常所見成對的最終創生與湮滅，並不是創生與湮滅，而是移動中的粒子改變方向而已，從過去到將來，又或是從將來到過去”。現時物理學家已經接受了逆時間觀點，與其他繪景等價，但這個詮釋卻沒有宏觀的“因果”，因為微觀物理描述並沒有因果。

### 實驗上的跡象與發現
德米特里·斯科別利岑（Dmitri Skobeltsyn）最早於1929年觀測到正電子。在嘗試用威爾遜雲室來偵測宇宙射線中伽馬輻射的時候，斯科別利岑探測到一種行動像電子的粒子，但它在磁場中的彎曲方向與電子相反。
同樣地，加州理工學院的一名研究生趙忠堯在1929年也注意到類似的實驗結果，顯示有一種性質像電子的粒子，但其電荷為正，不過由於實驗結果並非決定性，所以趙忠堯並沒有繼續追查這個現象。
卡尔·安德森於1932年8月2日發現正電子，亦因此於1936年獲頒諾貝爾物理學獎。“正電子”（positron）一詞是由安德森所創的。正電子是第一種被發現的反物質，因此當時成了反物質存在的證據。在發現時，安德森讓宇宙射線通過雲室及鉛片。儀器被磁鐵包圍，而這些磁鐵使不同電荷的粒子向不同的方向彎曲。每一粒通過照相底片的正電子，都會有一條離子軌跡，其曲率對應電子的質荷比，但軌跡方向與電子相反，意味着它的電荷也與電子相反。
後來安德森在憶述往事時寫道，假若之前趙忠堯的研究有後續的話，那麼正電子在那個時候就會被發現了。在安德森公佈發現正電子的時候，巴黎的弗雷德里克·约里奥-居里與伊雷娜·约里奥-居里夫婦已經持有有正電子軌跡的老照片，不過他們當時認為那軌是屬於質子的，因此不予理會。

### 生產
新的研究大大地增加了正電子的生產量。勞倫斯利福摩爾國家實驗室的物理學家團隊，用特高亮度的短距離雷射轟擊一片1毫米厚的金箔，成功生產出1000億個正電子。

## 應用
某些粒子加速器實驗需要使正電子與電子在相對論性速度下對撞。高撞擊能量與這些物質─反物質湮滅，能生成一整束各種各樣的次原子粒子。物理學家就是通過研究這些碰撞，來測試理論預測及尋找新的粒子。
放射性核素（示蹤物）所發射的正電子與生物體內電子湮滅所產生的伽馬射線，可用正电子发射计算机断层扫描（PET）來探測。PET掃描器能做出詳細的三維圖像，顯示人體的新陳代謝。
材料研究中通常采用正電子湮没谱学（Positron Annihilation Spectroscopy, PAS）技术，用於探測固體材料中的空位、位错等微观缺陷。